# Harald Heide-Steen junior

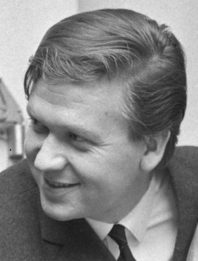
Harald Heide-Steen jr. um 1965.

Harald Heide-Steen junior (* 18. August 1939 in Oslo; † 3. Juli 2008 in Bærum) war ein norwegischer Schauspieler und Komiker.

## Leben
Harald Heide-Steen jr. war der Sohn des norwegischen Schauspielers und Theaterleiters Harald Heide-Steen. Schon im Alter von elf Jahren gab er in Let’s Make an Opera von Benjamin Britten sein Bühnendebüt am Oslo Nye Teater. Ein Jahr darauf spielte er in Tancred Ibsens Film Storfolk og småfolk (Große und kleine Leute) eine Nebenrolle.
Bekannt wurde er nicht zuletzt ab den 1970er-Jahren als ewig betrunkener „Dynamitt-Harry“ im norwegischen Remake der Olsenbande-Filme. Im Vergleich zum dänischen Original wurde die Rolle in den norwegischen Filmen erheblich ausgebaut.
Einen Namen machte er sich auch als improvisierender Komiker. Mit Rolv Wesenlund trat er seit Ende der sechziger Jahre als Duo Wesensteen auf. In verschiedenen Theatern Oslos war er darüber hinaus als Solokünstler in Revuen zu sehen. Er schuf dabei Figuren wie den unerschütterlich optimistischen Piloten der Fluggesellschaft Spantax, einen russischen U-Boot-Kapitän, der unter Wasser keine Grenzen erkennen kann, und Sylfest Strutle, die Parodie eines nationalromantischen Nynorsk-Poeten. Heide-Steen junior wurde 1978 mit dem Spellemannprisen, 1985 mit der Leonardstatuetten (1985), 1991 mit dem Leif Justers ærespris, 2005 mit dem Ehrenpreis beim Komiprisen, 2007 mit dem Oslo kulturpris sowie außerdem mit der Verdienstmedaille des Königs in Gold ausgezeichnet.

## Privates
Heide-Steen junior war in dritter Ehe mit Gullen Øyehaug verheiratet und sie hatten zusammen zwei gemeinsame Kinder. Aus einer vorherigen Ehe hatte er ein Kind.
Im Oktober 2007 erklärte Heide-Steen jr. öffentlich, dass er an Lungenkrebs im Endstadium leide und die Ärzte ihm eine Prognose für noch zwei Monate ohne entsprechende Behandlung gegeben hätten. Er lebte bis zu seinem Tode in Bærum und starb am 3. Juli 2008 an seiner Erkrankung. Bis kurz vor seinem Tod stand er noch im Norske Teatret auf der Bühne.

## Auszeichnungen
- 1978: Spellemannprisen, offene Kategorie
- 1984: Leonardstatuetten
- 1991: Leif Justers ærespris (Leif-Justers-Ehrenpreis)
- 2005: Komiprisen, Ehrenpreis
- 2005: Königliche Verdienstmedaille in Gold (Kongens fortjenestemedalje i gull)
- 2007: Kulturpreis der Stadt Oslo (Oslo bys kulturpris)

## Filmografie
- 1951: Storfolk og småfolk als «Ola», Sohn
- 1959: Der Herr und seine Diener (Herren og hans tjenere)
- 1968: Mannen som ikke kunne le
- 1970: Olsenbanden og Dynamitt-Harry, «Dynamit-Harry»
- 1970: Balladen om mestertyven Ole Høiland, «Jacob Tengsereid»
- 1971: Lucky Luke (Synchronstimme)
- 1972: Olsenbanden tar gull, «Lillegutt»
- 1973: Olsenbanden og Dynamitt-Harry går amok, «Dynamit-Harry»
- 1973: Fem døgn i august
- 1974: Bør Børson jr., «Fotograf»
- 1974: Knutsen & Ludvigsen, «Knutsen»
- 1975: Hintertupfinger Grand Prix (Flåklypa Grand Prix) (norwegische Stimme zu Emanuel Desperados)
- 1975: Tut og kjør, «Polizeimeister»
- 1976: Reisen til Julestjernen, «Narr»
- 1977: Olsenbanden & Dynamitt-Harry på sporet, «Dynamit-Harry»
- 1978: Olsenbanden + Data Harry sprenger verdensbanken, «Data-Harry»
- 1979: Olsenbanden og Dynamitt-Harry mot nye høyder, «Dynamit-Harry»
- 1982: Olsenbandens aller siste kupp, «Fremdarbeiter als Taxifahrer»
- 1983: Kamera går – Norsk filmproduksjon gjennom 75 år
- 1984: Men Olsenbanden var ikke død! «Dirigent der Jura-Studenten»
- 1985: Deilig er fjorden
- 1989: Bryllupsfesten, «Sverre Pedersen»
- 1990: Herman und der König von Belgien (Herman), «Tjukken», Frisör
- 1990: Til en ukjent, «Chauffeur»
- 1992: Gulasj
- 1994: Fredrikssons fabrikk – The Movie, «Olaf»
- 1994: Svaneprinsessen (orig. The Swan Princess)
- 1999: Olsenbandens siste stikk, «Dynamitt-Harry»
- 1997: Og takk for det – Wesensteen
- 2000: Dinosaur
- 2000: Hundehotellet
- 2000: Prop & Berta (orig. Prop og Berta) (stemme)
- 2001: Atlantis – en forsvunnet verden (orig. Atlantis, the Lost Empire)
- 2003: Katteprinsen (orig. Neko no Ongaeshi / The Cat Returns)
- 2004: De utrolige (orig. The Incredibles)
- 2006: Wesensteen (Gastauftritt bei Wesensteen zusammen mit Rolv Wesenlund)